# Artūrs Karašausks
Artūrs Karašausks (Riga, 29 gennaio 1992) è un calciatore lettone, attaccante del Liepāja.

## Carriera

### Club
Ha esordito nella massima serie lettone con l'Olimps Rīga. Nel 2010 è passato con lo Skonto con cui è rimasto fino ad agosto 2016, vincendo un campionato lettone, una Coppa di Lega lettone e una Baltic League, oltre al titolo di capocannoniere del campionato nel 2013.
Nel corso degli anni allo Skonto è stato prestato in prestito al Gulbene, ai russi del Rubin e ai polacchi del Piast Gliwice. Nell'agosto 2016 è passato agli svizzeri del Wil. Vi rimase poco più di mezza stagione: nel febbraio 2017 tornò in patria, al Liepāja. Nell'estate del 2018 si è trasferito in Kazakistan con l'Aqjaıyq.

### Nazionale
Vanta presenze con le selezioni giovanili lettoni Under-17, Under-19 e Under-21.
Il 5 giugno 2010 ha fatto il suo esordio con la nazionale maggiore nell'amichevole contro il Ghana, entrando nella ripresa al posto di Artjoms Rudņevs.
Il 13 ottobre 2018 segnò la sua prima rete in nazionale nella gara contro il Kazakistan valida per la UEFA Nations League.

## Statistiche

### Cronologia presenze e reti in nazionale
| Cronologia completa delle presenze e delle reti in nazionale ― Lettonia | Cronologia completa delle presenze e delle reti in nazionale ― Lettonia | Cronologia completa delle presenze e delle reti in nazionale ― Lettonia | Cronologia completa delle presenze e delle reti in nazionale ― Lettonia | Cronologia completa delle presenze e delle reti in nazionale ― Lettonia | Cronologia completa delle presenze e delle reti in nazionale ― Lettonia | Cronologia completa delle presenze e delle reti in nazionale ― Lettonia | Cronologia completa delle presenze e delle reti in nazionale ― Lettonia |
| Data                                                                    | Città                                                                   | In casa                                                                 | Risultato                                                               | Ospiti                                                                  | Competizione                                                            | Reti                                                                    | Note                                                                    |
| ----------------------------------------------------------------------- | ----------------------------------------------------------------------- | ----------------------------------------------------------------------- | ----------------------------------------------------------------------- | ----------------------------------------------------------------------- | ----------------------------------------------------------------------- | ----------------------------------------------------------------------- | ----------------------------------------------------------------------- |
| 5-6-2010                                                                | Milton Keynes                                                           | Ghana                                                                   | 1 – 0                                                                   | Lettonia                                                                | Amichevole                                                              | -                                                                       | 59’                                                                     |
| 19-6-2010                                                               | Kaunas                                                                  | Estonia                                                                 | 0 – 0                                                                   | Lettonia                                                                | Coppa del Baltico 2010                                                  | -                                                                       | 65’                                                                     |
| 10-9-2013                                                               | Atene                                                                   | Grecia                                                                  | 1 – 0                                                                   | Lettonia                                                                | Qual. Mondiali 2014                                                     | -                                                                       | 68’                                                                     |
| 12-6-2015                                                               | Riga                                                                    | Lettonia                                                                | 0 – 2                                                                   | Paesi Bassi                                                             | Qual. Euro 2016                                                         | -                                                                       | 75’                                                                     |
| 3-9-2015                                                                | Konya                                                                   | Turchia                                                                 | 1 – 1                                                                   | Lettonia                                                                | Qual. Euro 2016                                                         | -                                                                       | 85’                                                                     |
| 6-9-2015                                                                | Riga                                                                    | Lettonia                                                                | 1 – 2                                                                   | Rep. Ceca                                                               | Qual. Euro 2016                                                         | -                                                                       | 66’                                                                     |
| 10-10-2015                                                              | Reykjavík                                                               | Islanda                                                                 | 2 – 2                                                                   | Lettonia                                                                | Qual. Euro 2016                                                         | -                                                                       | 65’                                                                     |
| 13-10-2015                                                              | Riga                                                                    | Lettonia                                                                | 0 – 1                                                                   | Kazakistan                                                              | Qual. Euro 2016                                                         | -                                                                       | 57’ 73’                                                                 |
| 25-3-2016                                                               | Trnava                                                                  | Slovacchia                                                              | 0 – 0                                                                   | Lettonia                                                                | Amichevole                                                              | -                                                                       | 81’                                                                     |
| 29-3-2016                                                               | Gibilterra                                                              | Gibilterra                                                              | 0 – 5                                                                   | Lettonia                                                                | Amichevole                                                              | -                                                                       | 81’                                                                     |
| 2-9-2016                                                                | Rīga                                                                    | Lettonia                                                                | 3 – 1                                                                   | Lussemburgo                                                             | Amichevole                                                              | -                                                                       | 67’                                                                     |
| 6-9-2016                                                                | Andorra la Vella                                                        | Andorra                                                                 | 0 – 1                                                                   | Lettonia                                                                | Qual. Mondiali 2018                                                     | -                                                                       | 74’                                                                     |
| 10-10-2016                                                              | Rīga                                                                    | Lettonia                                                                | 0 – 2                                                                   | Ungheria                                                                | Qual. Mondiali 2018                                                     | -                                                                       | 78’ 90+3’                                                               |
| 2-6-2018                                                                | Rīga                                                                    | Lettonia                                                                | 1 – 0                                                                   | Estonia                                                                 | Coppa del Baltico 2018                                                  | -                                                                       | 83’                                                                     |
| 9-6-2018                                                                | Liepāja                                                                 | Lettonia                                                                | 1 – 3                                                                   | Azerbaigian                                                             | Amichevole                                                              | -                                                                       | 69’                                                                     |
| 6-9-2018                                                                | Riga                                                                    | Lettonia                                                                | 0 – 0                                                                   | Andorra                                                                 | UEFA Nations League 2018-2019 - 1º turno                                | -                                                                       | 84’ 90+5’                                                               |
| 9-9-2018                                                                | Tbilisi                                                                 | Georgia                                                                 | 1 – 0                                                                   | Lettonia                                                                | UEFA Nations League 2018-2019 - 1º turno                                | -                                                                       | 73’                                                                     |
| 13-10-2018                                                              | Riga                                                                    | Lettonia                                                                | 1 – 1                                                                   | Kazakistan                                                              | UEFA Nations League 2018-2019 - 1º turno                                | 1                                                                       | 73’                                                                     |
| 16-10-2018                                                              | Riga                                                                    | Lettonia                                                                | 0 – 3                                                                   | Georgia                                                                 | UEFA Nations League 2018-2019 - 1º turno                                | -                                                                       | 46’ 70’                                                                 |
| 15-11-2018                                                              | Astana                                                                  | Kazakistan                                                              | 1 – 1                                                                   | Lettonia                                                                | UEFA Nations League 2018-2019 - 1º turno                                | -                                                                       | 62’                                                                     |
| 19-11-2018                                                              | Andorra la Vella                                                        | Andorra                                                                 | 0 – 0                                                                   | Lettonia                                                                | UEFA Nations League 2018-2019 - 1º turno                                | -                                                                       | 61’                                                                     |
| 21-3-2019                                                               | Skopje                                                                  | Macedonia del Nord                                                      | 3 – 1                                                                   | Lettonia                                                                | Qual. Euro 2020                                                         | -                                                                       | 68’                                                                     |
| 24-3-2019                                                               | Varsavia                                                                | Polonia                                                                 | 2 – 0                                                                   | Lettonia                                                                | Qual. Euro 2020                                                         | -                                                                       | 85’                                                                     |
| 7-6-2019                                                                | Riga                                                                    | Lettonia                                                                | 0 – 3                                                                   | Israele                                                                 | Qual. Euro 2020                                                         | -                                                                       | 64’ 67’                                                                 |
| 10-10-2019                                                              | Riga                                                                    | Lettonia                                                                | 0 – 3                                                                   | Polonia                                                                 | Qual. Euro 2020                                                         | -                                                                       | 72’                                                                     |
| Totale                                                                  |                                                                         | Presenze                                                                | 25                                                                      |                                                                         | Reti                                                                    | 1                                                                       |                                                                         |

## Palmarès

### Club

#### Competizioni nazionali
- Campionato lettone: 1

Skonto: 2010
- Coppa di Lega lettone: 1

Skonto: 2015
- Coppa di Lettonia: 1

Liepāja: 2017

#### Competizioni internazionali
- Baltic League: 1

Skonto: 2010-2011

### Nazionale
- Coppa del Baltico: 1

2018

### Individuale
- Capocannoniere della Virslīga: 1

2013 (16 gol)